# 加藤遥奈
加藤 遥奈（かとう はるな、1971年12月8日 - ）は、日本の女優。愛知県出身。血液型はA型。

## 人物紹介

### 経歴・特色
- 2003年 - 俳優塾入塾
- 2003年 - 劇団初舞台入団
- 管理栄養士と調理師の免許を持つ。

### 特技
剣道2段、ジャズダンス、パンキング

## 出演作品

### 舞台
- Heaven's Door 狼たちの鎮魂歌 (Tokyo.F)
- 夢より遠い場所
- 第三弾 新・橘さん家の卓袱台（nasu-ga-ma2演劇ユニット）
- アダルト・チルドレン（劇団初舞台）（2005年 東京芸術劇場）
- 満月の夜は騒がしい (STARS Company) （2006年 東京芸術劇場）

### TV
- 月曜ミステリー劇場 陰の季節4 (TBS)
- 木曜ドラマ 動物のお医者さん (テレビ朝日)
- 火曜サスペンス劇場 共犯 (日本テレビ)
- 火曜サスペンス劇場 妻と夫の交差点 (日本テレビ)
- 顔 (フジテレビ)
- こたえてちょーだい! (フジテレビ)
- たぶらかし-代行女優業・マキ- (読売テレビ)

### CM
- 大東京火災
- 日本宝くじ協会 グリーンジャンボ 雑誌広告
- マルハン

### ラジオ
- かわさきFM - レポーター